# Tata Nano
Bản mẫu:Future automobile
Tata Nano là loại xe được sản xuất với giá rẻ nhất trên thế giới, được hãng Tata Motors Ấn Độ ra mắt tại cuộc triển lãm lần thứ 9 Auto Expo ngày 10 tháng 1 năm 2008 tại Pragati Maidan, New Delhi, Ấn Độ. Bản chuẩn của chiếc Nano (không có điều hòa nhiệt độ, radio hay tay lái trợ lực) sẽ có giá 100.000 Rs (không bao gồm các loại thuế, cước phí vận chuyển và giao hàng (tương đương với 2500 USD hay 1700 Euro),.
Sự lựa chọn giá đã khiến cho Nano được gọi là "xe hơi một lakh" (theo từ Ấn Độ, có nghĩa là '100.000').